# Nowe Dobra (powiat świecki)
Nowe Dobra – kolonia kociewska w Polsce położona w województwie kujawsko-pomorskim, w powiecie świeckim, w gminie Świecie.
W latach 1939–1945 położona była w okręgu Rzeszy Gdańsk-Prusy Zachodnie, w rejencji bydgoskiej (Regierungsbezirk Bromberg), w powiecie Świecie (Kreis Schwetz).
W latach 1975–1998 miejscowość administracyjnie należała do województwa bydgoskiego.
Występuje również wariant nazewniczy Nowe Dobro.
W dobie Cesarstwa Niemieckiego Nowe Dobra nazwywały się Neuguth . W latach 1939 - 1942 nazwą wsi wciąż było Neuguth, lecz po przeprowadzonej zamianie nazw miejscowości w Okręgu Rzeszy Gdańsk-Prusy Zachodnie, w latach 1942 - 1945 nazywała się Neugut. Pod okupacją niemiecką miejscowość ta posiadała status kolonia.